# Tschaschwitz
Tschaschwitz, obersorbisch Časecy, ist ein Dorf im Zentrum des Landkreises Bautzen in der Oberlausitz und gehört seit 1974 zur Gemeinde Panschwitz-Kuckau. Tschaschwitz befindet sich im sorbischen Kernsiedlungsgebiet etwa fünf Kilometer südöstlich von Panschwitz-Kuckau. Ein Großteil der Einwohner spricht Sorbisch.
Die Nachbarorte sind Lehndorf im Nordosten, Auschkowitz im Südosten, Kleinhänchen im Südwesten und Siebitz im Nordwesten.

## Geschichte
Der Rundweiler wurde erstmals 1264 als Scha[s]tiz erwähnt. Die Grundherrschaft lag beim Kloster St. Marienstern, was dazu führte, dass Tschaschwitz über die Reformation hinaus katholisch blieb.
Bis 1957 war Tschaschwitz eine eigenständige Landgemeinde, dann wurde es nach Lehndorf eingemeindet.

## Bevölkerung
Gemäß der Statistik von Arnošt Muka waren 1884 von insgesamt 57 Einwohnern 55 Sorben (96 %). Ernst Tschernik ermittelte 1956 einen sorbischsprachigen Bevölkerungsanteil von noch 54,9 %.
Die vorwiegend katholische Bevölkerung ist seit alters nach Crostwitz gepfarrt.

## Persönlichkeiten
- Jan Cyž (* 1955), sorbischer Komponist